# اکوین-وست‌بیکورت
اکوین-وست‌بیکورت (به فرانسوی: Acquin-Westbécourt) یک کمون در فرانسه است که در پا-دو-کاله واقع شده‌است.

## خصوصیات
اکوین-وست‌بیکورت ۱۴٫۲۹ کیلومترمربع مساحت و ۶۷۸ نفر جمعیت دارد و ۸۰ متر بالاتر از سطح دریا واقع شده‌است.